# Raúl Martín Rodríguez
Raúl Martín Rodríguez (Sevilla, 16 de agosto de 1979) es un exfutbolista español. Su posición natural era de centrocampista, como interior diestro. Colgó las botas por última vez a la edad de 32 años al finalizar la temporada 2010-2011 con Novelda CF.

## Clubes
| Club          | País   | Año       |
| ------------- | ------ | --------- |
| Manchego      | España | 1998-1999 |
| Cádiz CF      | España | 1999-2001 |
| Motril        | España | 2001-2002 |
| Mallorca B    | España | 2002-2003 |
| Real Mallorca | España | 2003-2004 |
| Tenerife      | España | 2004-2005 |
| Elche CF      | España | 2005-2008 |
| Girona FC     | España | 2008-2008 |
| AD Ceuta      | España | 2009-2010 |
| Novelda CF    | España | 2010-2011 |